# Пещера Ракефет
Пещера Раке́фет (ивр. מערת רקפת‎, «пещера Цикламен») — археологический памятник поздне-натуфийского периода, расположенный на горе Кармель на севере Израиля.

## История
Пещера Ракефет была обнаружена в 1956 году. Находки свидетельствуют о том, что обитатели пещеры использовали растения в качестве пищи ещё до появления сельского хозяйства.
В одной из камер пещеры были обнаружены свидетельства производства пива во времена заселения пещеры. Самые ранние археологические свидетельства брожения содержат 13 000-летние остатки пива, имеющего консистенцию кашицы, которую использовали полукочевые натуфийцы для ритуальных пиршеств в пещере Ракефет.
Более ранние уровни в Ракефете включают останки левантийского ориньяка. Также были найдены более ранние останки мустьерской культуры.
В 2020 году в пещере Ракефет были обнаружены резные плиты, на которых, предположительно, изображена танцующая человеческая фигура.

## Цветы в гробницах
Необычайное открытие на Натуфийском кладбище включает десятки растительных узоров, найденных внутри четырёх гробниц, под человеческими скелетами и рядом с ними. Это самое раннее сохранившееся в мире свидетельство захоронения на цветах.

## Галерея

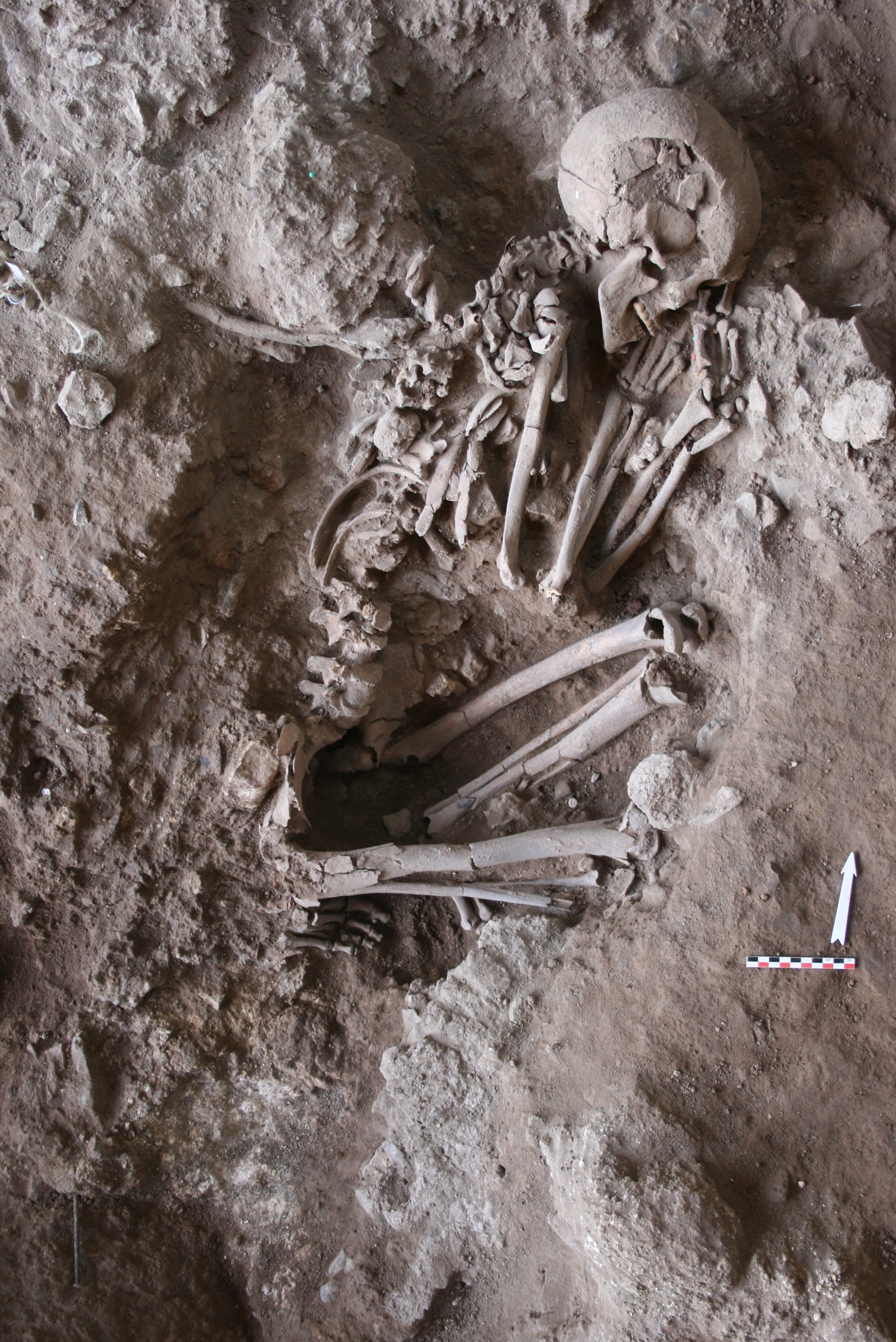
Человеческие останки
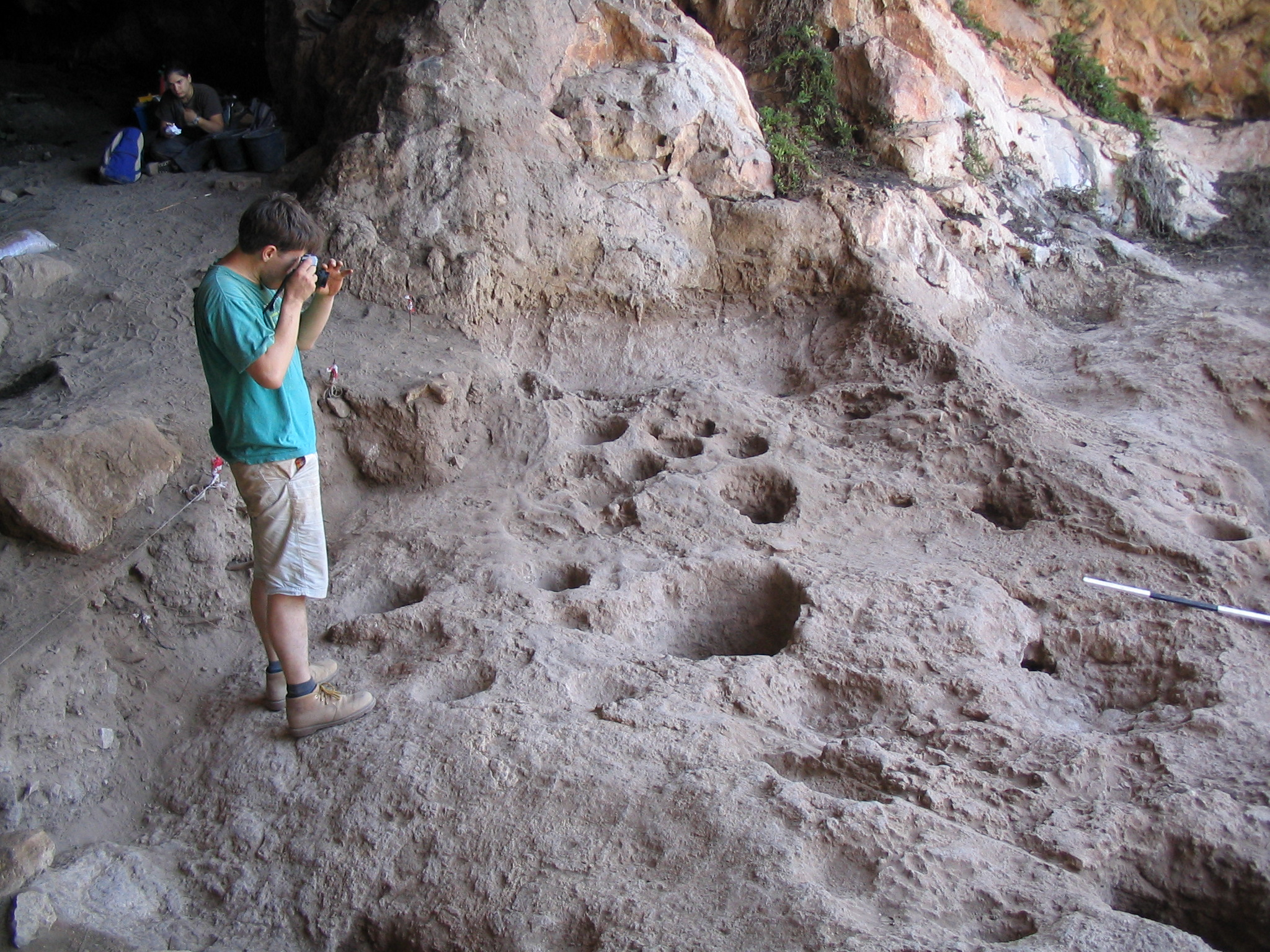
Каменные ступки, используемые для приготовления солода для производства пива
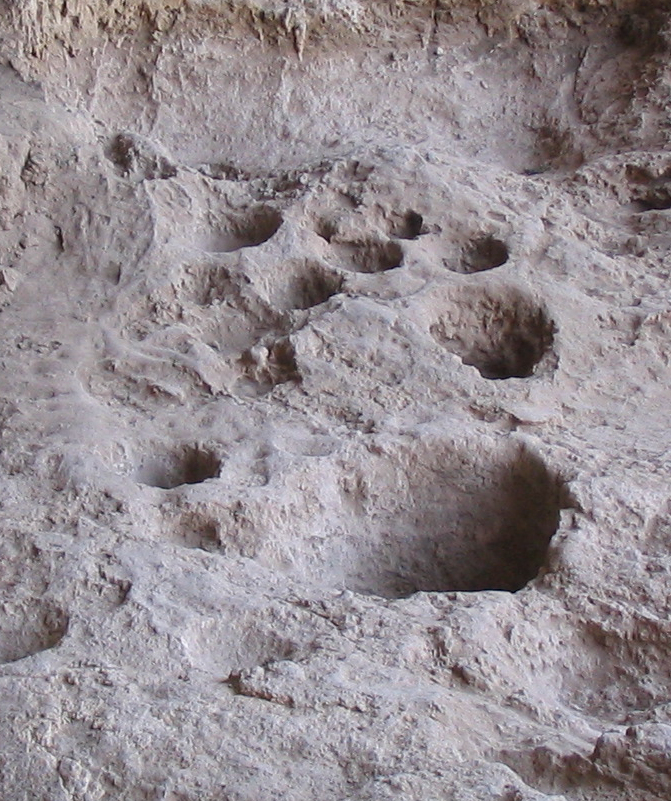
Каменные ступки для пива.
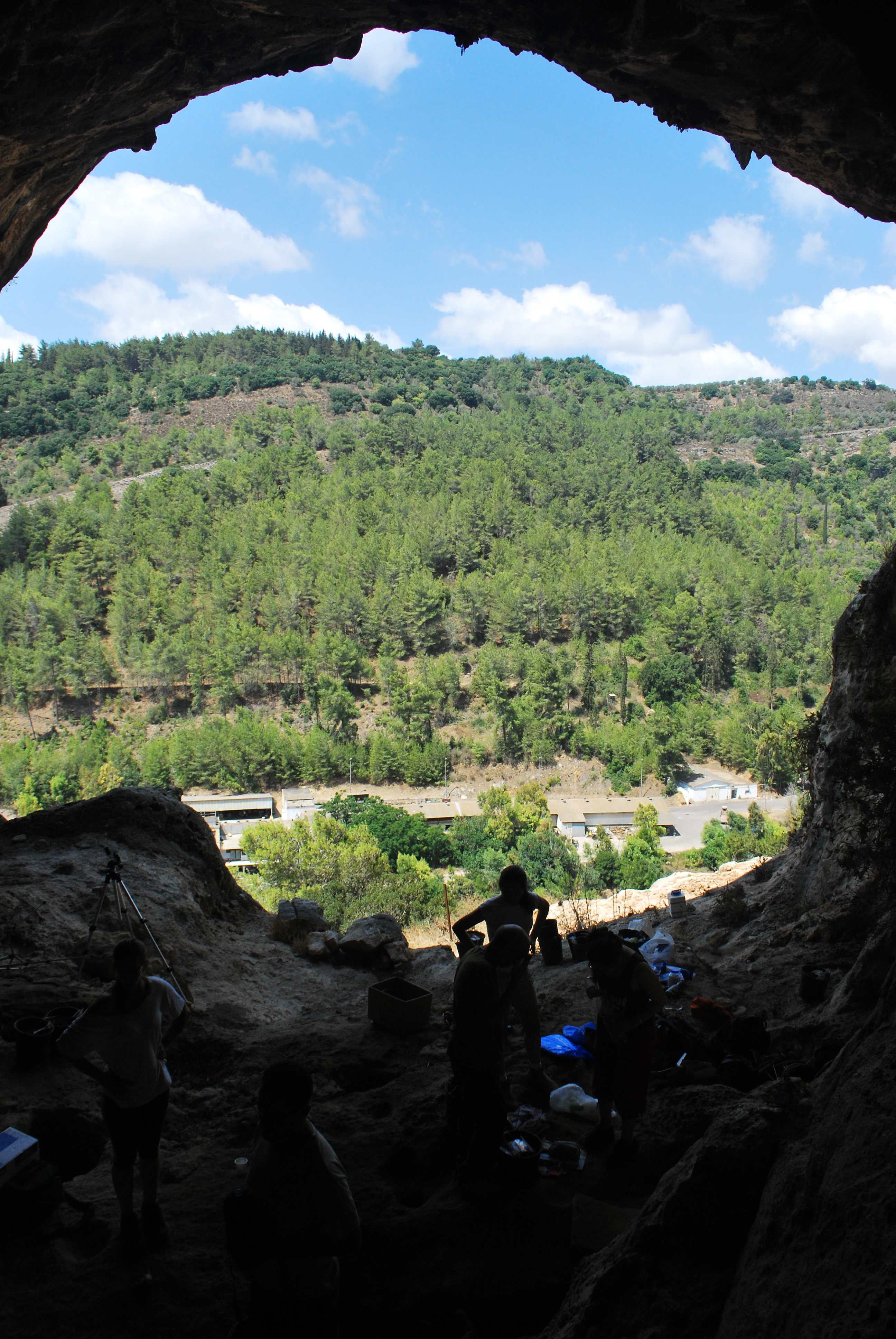
Вид на долину изнутри пещеры.